# NGC 4811
NGC 4811 este o galaxie lenticulară situată în constelația Centaurul. A fost descoperită în 8 iunie 1834 de către John Herschel. Se află la o distanță de 49,89 de megaparseci de Pământ.